# Madalena do Mar
Madalena do Mar je městečko v okresu Ponta do Sol na ostrově Madeira. Na ploše asi 2,3 km² žije 687 obyvatel (2001). Leží na cestě spojující Funchal s okresem Calheta. Z jihu sousedí s oceánem, na severu jsou hory. Obyvatelé se živí hlavně zemědělstvím (pěstování banánů). 

## Externí odkazy

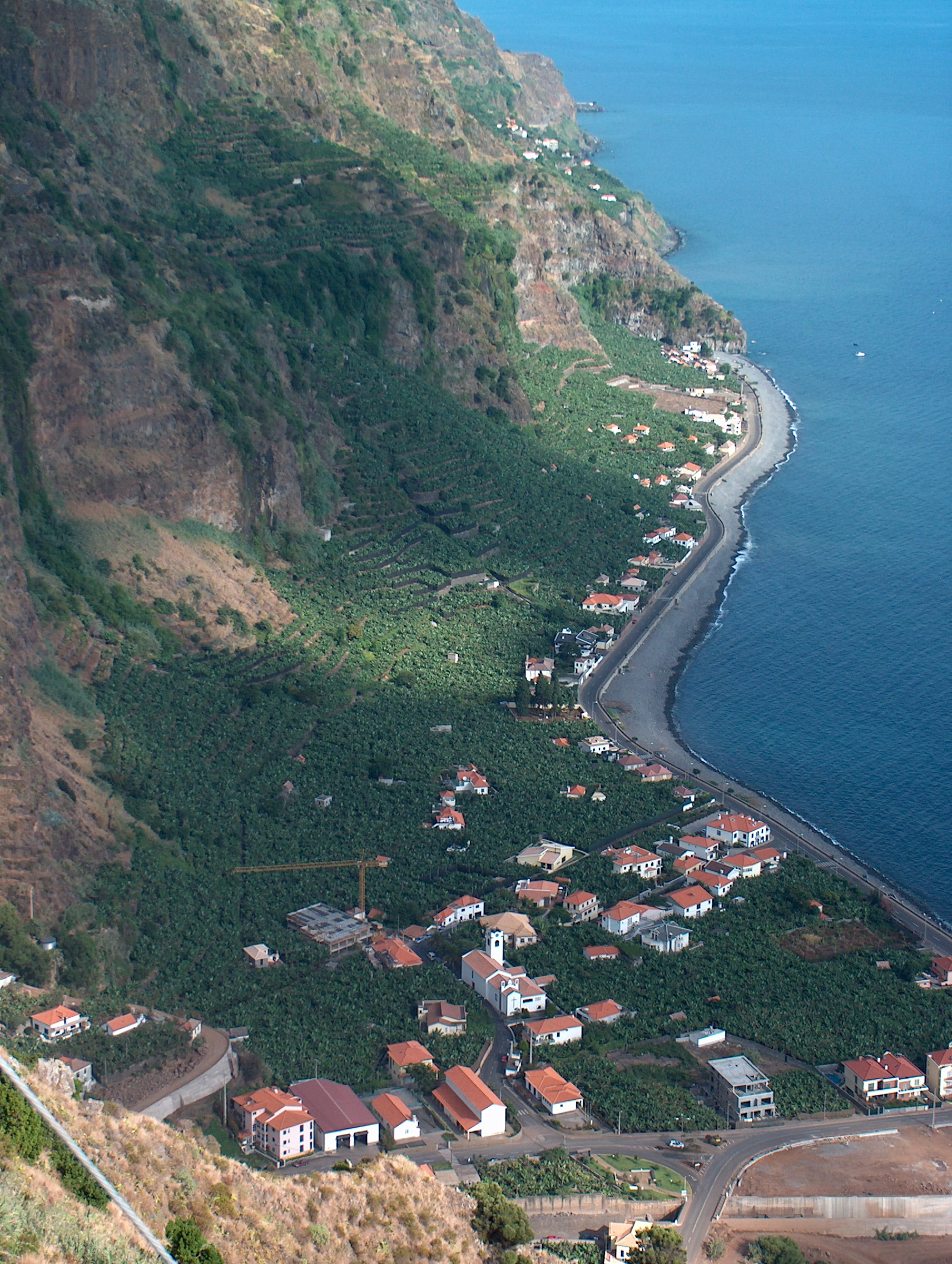
Madalena do Mar